# کلیکس
شهر کلیکس (به سوئدی: Kalix) در ناحیه شهری کلیکس در کشور سوئد واقع شده‌است. جمعیت این شهر ۹۹۱٫۸۶ نفر است.